# Albrecht Plangger
Albrecht Plangger (Curon Venosta, 21 marzo 1960) è un politico italiano.

## Biografia
Originario dell'alta val Venosta, dopo la maturità conseguita nel 1979 presso il ginnasio Johanneum di Tirolo, studiò giurisprudenza presso l'Università Cattolica del Sacro Cuore di Milano. Laureatosi nel 1984, fu assunto tre anni dopo all'agenzia delle Dogane, per la quale si occupò in particolare del valico di passo Resia.
Iscritto alla Südtiroler Volkspartei, dal 1990 al 2010 è stato più volte eletto sindaco di Curon Venosta, diventando anche membro del consorzio dei comuni altoatesini per l'energia.

### Elezione a deputato
Dopo essersi aggiudicato la posizione di capolista nelle primarie indette dal suo partito ai primi del 2013, alle elezioni politiche di quell'anno è stato eletto alla Camera dei deputati.
Alle elezioni politiche del 4 marzo 2018 è stato rieletto deputato nel collegio uninominale di Merano con il 61,17% delle preferenze.